# اسمیلاکس استرالیایی
اسمیلاکس استرالیایی (نام علمی: Smilax australis) نام یک گونه از سرده ازملک است.